# 레비라 증류소

레비라 증류소의 전경을 촬영한 항공사진.

레비라 증류소(포르투갈어: Destilaria Levira 데스틸라리아 레비라[*], 영어: Levira Distillery)는 1923년 세워진 포르투갈의 증류소이다. 포르투갈 아나디아 상로렌수두바이후에 공장이 있다. 포르투갈의 신문 《푸블리쿠》에 따르면 포르투갈에서 가장 큰 증류소다.

## 역사
포르투갈의 코로나19 범유행 당시 레비라는 슈퍼복과 협력하여 맥주에 사용되는 알코올 56,000 L를 전용하여 14,000 L의 손소독제를 생산했다.
2023년에는 레비라 증류소가 유럽의 와인 과잉 공급으로 대량의 와인을 와인저장고에 쌓아두었다. 인플레이션으로 식음료 가격이 상승했고 포르투갈과 함께 와인이 수출되는 국가에서 소비자들이 와인 소비를 줄였다. 여기에 포도 수확량이 매우 늘어나면서 와인 재고 저장이 증가했다.
2023년 9월 10일, 적포도주 저장 탱크가 '구조적 문제'로 붕괴했다. 내용물이 쏟아져 나오는 힘을 이기지 못해 두 번째 탱크도 쓰러지면서 약 220만 L에 달하는 와인이 상로렌수두바이후 마을의 루아데시마 아래로 흘러내려갔다. 다음 날 조사에 따르면 도로와 하나 이상의 지하실이 와인에 침수되었으나 인명 피해는 없다고 발표했다. 지방 공무원은 와인이 세르티마강을 오염시킬 수 있다며 환경경고령을 발령했다. 지역 소방서는 도로 접근을 차단하고 와인들을 강에서 밭으로 전부 흐름을 돌리러 시도했고, 레비라 측은 준설작업을 시작했다. 증류소는 책임지고 청소를 약속하는 성명을 발표했다. 소셜 미디어에는 와인 홍수로 도로가 와인에 쓸려나가는 영상이 업로드되었다. 사고가 발생한 원인은 아직 조사중이다.

## 같이 보기
- 물이 아닌 액체류 홍수 목록